# Passira
Passira es un municipio brasileño del estado de Pernambuco. El municipio es formado por los distritos sede y Bastones, y por los poblados de Pedra Tapada, Poço do Pau, Vertente Seca y Candiais. Tiene una población estimada al 2020 de 28 894 habitantes.

## Historia
Existen registros de que el padre Ibiapina mandó construir en la localidad una capilla dedicada a San José. El poblado se desarrolló en torno a la capilla con el nombre de Pedra Tapada.
El cambio de nombre se debió a la sierra Passira, próxima a la ciudad. El nombre del municipio viene del tupí-guaraní y quiere decir "despertar suave". El IBGE da otro significado para el nombre en la lengua tupí: según el historiador Sebastião Galvão, significa que acaba en punta de flecha.
El distrito fue creado con la denominación de Malhada, por la ley municipal n.º 2, del 19 de diciembre de 1892, subordinado al municipio de Limoeiro. En 1943, el nombre cambió para Passira. El municipio fue creado por la ley provincial n.º 4981, de 20 de diciembre de 1963 cuando fue emancipada de Limoeiro y elevada la categoría de ciudad por el alcalde Sebastião de Olivo Pinto (primer alcalde de Passira).